# Vroni Huber
Vroni Huber (* 15. August 1988 in Starnberg) ist eine ehemalige deutsche Fußballspielerin.

## Karriere
Huber gehörte in der Saison 2004/05 dem Kader des FC Bayern München an und kam am 8. Mai 2005 (20. Spieltag) zu ihrem Bundesligadebüt. Beim 2:1-Sieg im Heimspiel gegen die Fußballabteilung des TSV Crailsheim wurde sie in der 83. Minute für Katharina Grießemer eingewechselt. Sie blieb noch eine weitere Saison, kam allerdings in keinem Pflichtspiel mehr zum Einsatz. Zuletzt kam sie in der Saison 2010/11 für den FFC Wacker München in der drittklassigen Regionalliga Süd zum Einsatz; letztmals am 29. Mai 2011 (22. Spieltag) bei der 0:2-Niederlage im Auswärtsspiel gegen den RSV Roßdorf.